# Damian Kusz
Damian Jerzy Kusz (ur. 13 listopada 1957 w Chorzowie) – profesor nauk medycznych, kierownik Katedry i Kliniki Ortopedii i Traumatologii Narządu Ruchu Wydziału Nauk Medycznych w Katowicach Śląskiego Uniwersytetu Medycznego, lekarz specjalista ortopeda i traumatolog.

## Życiorys
Urodził się 13 listopada 1957 w Chorzowie, jako syn Jerzego i Gertrudy z d. Taul. Tam ukończył w 1972 Szkołę Podstawową nr 39 im. J. Lompy i kontynuował naukę w II Liceum Ogólnokształcącym im. J. Ligonia. Jest absolwentem Śląskiej Akademii Medycznej w Katowicach, a dyplom lekarza zdobył 28 czerwca 1982. Specjalistą I stopnia w zakresie ortopedii i traumatologii został w 1985, a II stopnia w 1990. Szkolił się na kursach i stażach m.in. w Niemczech, Wielkiej Brytanii, Kanadzie, USA, RPA, Hongkongu oraz Japonii.
Stopień naukowy doktora nauk medycznych uzyskał 27 lutego 1992 po obronie na Wydziale Lekarskim w Zabrzu dysertacji Porównawcza ocena wyników leczenia operacyjnego wrodzonego zwichnięcia stawu biodrowego sposobem Degi oraz Saltera, napisanej pod kierunkiem prof. Andrzeja Tokarowskiego.  Habilitację uzyskał 22 lutego 1999 na podstawie rozprawy Zastosowanie badania densytometrycznego w ocenie wyników endoprotezoplastyk stawu biodrowego z uwzględnieniem komputerowej symulacji rozkładów naprężeń w tkance kostnej okołoprotezowej przedstawionej Radzie Wydziału Lekarskiego w Zabrzu Śląskiego Uniwersytetu Medycznego. Tytuł naukowy profesora nauk medycznych przyznano 12 stycznia 2012.
Od ukończenia studiów jest zatrudniony w Śląskiej Akademii Medycznej (obecnie Śląskim Uniwersytecie Medycznym), podążając za zmieniającą swoją siedzibę Katedrą i Kliniką Ortopedii Wydziału Lekarskiego w Zabrzu z Bytomia do Czeladzi i Sosnowca.  1 grudnia 2000 został kierownikiem nowo utworzonej Katedry i Kliniki Ortopedii i Traumatologii Narządu Ruchu Wydziału Lekarskiego w Katowicach oraz Ordynatorem kierującym Oddziałem Ortopedii i Traumatologii Narządu Ruchu w Szpitalu Uniwersyteckim Górnośląskiego Centrum Medycznego im. Prof. Leszka Gieca w Katowicach, tworząc od postaw bazę dydaktyczno-naukową dla studentów polskich i zagranicznych z USA, Tajwanu i Unijnego Programu „Sokrates-Erasmus” oraz oddział, specjalizujący się w wykonywaniu skomplikowanych zabiegów operacyjnych.
Przedstawiciel Śląskiego Uniwersytetu Medycznego w Radzie Naukowej Centrum Inżynierii Biomedycznej w Gliwicach i Przewodniczący Rady Społecznej Górnośląskiego Centrum Zdrowia Dziecka im. Jana Pawła II w Katowicach. W latach 2002–2010 był konsultantem województwa śląskiego w dziedzinie ortopedii i traumatologii. Prezes Zarządu Głównego Polskiego Towarzystwa Ortopedycznego i Traumatologicznego (2013-2014). Twórca i redaktor Międzynarodowego Portalu Polska Ortopedia i Traumatologia (od 2015).
Główne kierunki działalności naukowo-badawczej to endoprotezoplastyka stawów: opracowanie metodyki i wdrożenie rentgenowskiego badania densytometrycznego dwoistej energii (DEXA) do oceny wyników totalnych aloplastyk stawu biodrowego oraz zastosowanie modelowania numerycznego metodą elementów skończonych w prognozowaniu biofunkcjonalności i biotolerancji pooperacyjnej implantów.
Aktywny uczestnik polskich i zagranicznych kongresów i zjazdów naukowych, podczas których zdobywał nagrody, m.in. w Helsinkach i Lizbonie, organizator 28 Sympozjów, głównie o zasięgu międzynarodowym, kursów doskonalących dla lekarzy stażystów i specjalistów oraz wykładowca na szkoleniach krajowych i zagranicznych, w tym pod auspicjami European Pediatric Orthopaedic Society i European Federation of National Associations of Orthopaedics and Traumatology. Dorobek naukowy obejmuje ponad 300 publikacji, zamieszczonych w czasopismach naukowych.
Jest promotorem 20 rozpraw doktorskich, kierownikiem specjalizacji z ortopedii i traumatologii 19 asystentów i Członkiem Komisji Egzaminacyjnej dla ubiegających się o specjalizację. Autor ponad 90 recenzji rozpraw doktorskich i habilitacyjnych oraz wniosków o nadanie tytułu profesora.
Redaktor naukowy polskich i zagranicznych podręczników ortopedycznych, w tym pozycji z listy lektur zalecanych osobom specjalizującym się w dziedzinie ortopedii i traumatologii narządu ruchu:
- Kompendium Ortopedii[2]
- Kompendium Traumatologii[3]
- AO Podstawy leczenia złamań tom 1 (Thomas P. Rüedi, Richard E. Buckley, Christopher G.Moran)[4]
- 4-tomowa pozycja Campbell Ortopedia Operacyjna (S. Terry Canale, James H. Beaty)[5]
- Campbell Ortopedia Operacyjna Podstawowe Techniki (S. Terry Canale, James H. Beaty, Frederic M. Azar)[6]

Autor rozdziałów w książkach:
- Podstawy Chirurgii, red. Jacka Szmidta i wsp. (wyd. 2004) i 2010 (red. Jacka Szmidta i Jarosława Kużdżała i wsp.)[7].

## Odznaczenia, wyróżnienia, nagrody
- Złoty Krzyż Zasługi (2023)[8].
- Srebrny Krzyż Zasługi (2016)[9].
- Brązowy Krzyż Zasługi (2007)[10].
- Medal Komisji Edukacji Narodowej
- Srebrna Odznaka Honorowa za zasługi dla Województwa Śląskiego
- Medal Wierzejewskiego w uznaniu szczególnych zasług dla Ortopedii Polskiej
- Medal Tylmana przyznawany przez Ortopedów Wojska Polskiego
- Odznaczenie Zasłużony dla Polskiej Ortopedii i Traumatologii
- Medal za szczególny wkład w rozwój współpracy naukowej ortopedów Polski i Ukrainy
- Odznaka Zasłużony dla Śląskiego Uniwersytetu Medycznego w Katowicach
- Certyfikat Zaufania Pacjentów Laur Pacjenta (2013)
- Nagrody Rektora ŚAM/SUM za osiągnięcia naukowe, dydaktyczne i organizacyjne

## Życie prywatne
Żonaty z Ewą Kusz z d. Wilk (specjalista pediatra, dr n. med), ojciec Błażeja i Marcina (lekarze).
Zainteresowania pozazawodowe: muzyka, perkusja, film, pływanie, podróże, wędrówki górskie i narciarstwo.